# Carangoides humerosus
 Carangoides humerosus és un peix teleosti de la família dels caràngids i de l'ordre dels perciformes.

## Morfologia
Pot arribar als 25 cm de llargària total.

## Distribució geogràfica
Es troba a les costes orientals de l'oceà Índic: Indonèsia, nord d'Austràlia (des d'Austràlia Occidental fins a Queensland) i Papua Nova Guinea.